# Kras (Dobrinj)
Pour les articles homonymes, voir Kras.
Kras est une localité de Croatie située sur l'île de Krk et dans la municipalité de Dobrinj, comitat de Primorje-Gorski Kotar. En 2001, la localité comptait 184 habitants.

## Démographie
| 1948 | 1953 | 1961 | 1971 | 1981 | 1991 | 2001 |
| ---- | ---- | ---- | ---- | ---- | ---- | ---- |
| 447  | 413  | 355  | 265  | 200  | 189  | 184  |